# Yannick Bolloré
Pour les articles homonymes, voir Bolloré (homonymie).
Yannick Bolloré, né le 1er février 1980 à Neuilly-sur-Seine, est un homme d'affaires français. Il est l'un des fils de Vincent Bolloré.
Il est actuellement président-directeur général du Groupe Havas, sixième groupe mondial de communication. Il préside le conseil de surveillance de Vivendi, dont l'actionnaire majoritaire est le Groupe Bolloré, dirigé par son frère Cyrille Bolloré.

## Origine et famille
Yannick Bolloré est né le 1er février 1980 à Neuilly-sur-Seine. Il est le fils de Vincent Bolloré et de Sophie Fossorier.
Il a deux frères (Cyrille Bolloré, Sébastien Bolloré) et une sœur (Marie Bolloré).
En juin 2006, il épouse Chloé Bouygues, nièce de Martin Bouygues.
Il est père de quatre filles.

## Formation et débuts professionnels
Après des études à l'université Paris-Dauphine, Yannick Bolloré entame un DESS de communication audiovisuelle. En 2001, il fonde la société de production cinématographique WY Productions (notamment Hell, Yves Saint Laurent, Amitiés sincères, Des vents contraires) en compagnie de Wassim Béji, neveu du producteur franco-tunisien Tarak Ben Ammar,.

## Carrière

### Médias
En juillet 2006, il rejoint le groupe Bolloré, dirigé par son père Vincent, en qualité de directeur des programmes de Direct 8. Cette chaîne de télévision connait alors les plus fortes progressions d'audience du secteur, notamment grâce au rachat à bas coût des droits pour diffuser les matchs de l'équipe de France de football féminin, qui dispute la demi-finale de la Coupe du monde et rassemble 2,5 millions de téléspectateurs, ou encore en accueillant l'émission Touche pas à mon poste ! de Cyril Hanouna.
De septembre 2009 à septembre 2012, il occupe le poste de directeur général de Bolloré Média, structure regroupant Direct 8, les quotidiens gratuits Direct Matin et Direct Soir, la régie publicitaire Bolloré Intermedia et l'Institut de sondages CSA. En mars 2010, il acquiert la fréquence de télévision Virgin 17 au groupe Lagardère et la relance en septembre 2011 sous la marque Direct Star.
Entre octobre 2009 et juin 2010, il est à l'origine de la création de plusieurs sociétés : Havas Productions, H2O Productions et Direct Cinéma, une société de coproduction cinématographique.

### H2O
Yannick Bolloré a cofondé la société de production H2O Productions avec l'animateur Cyril Hanouna
Les deux hommes sont réputés proches.

### Havas
Il est nommé vice-président d'Havas en mars 2011.
Il signe en septembre 2011 un accord de cession du pôle télévision de Bolloré Média, devenu le 3e groupe audiovisuel privé français, au groupe Canal+ en échange d'actions Vivendi, sur la base d'une valeur de près de 465 millions d'euros. Le groupe Bolloré devient alors le premier actionnaire du groupe Vivendi.
Yannick Bolloré est nommé président-directeur général du groupe Havas le 30 août 2013,.
En 2018, il remplace son père à la tête du conseil de surveillance de Vivendi.

### Autres mandats
Yannick Bolloré siège également aux conseils d'administration de Bolloré Participations depuis 1998, de Bolloré depuis 2009 et d’Havas depuis 2010, ainsi que du musée Rodin depuis 2015.

## Activités politiques
Yannick Bolloré est présent au premier meeting d'Emmanuel Macron, organisé le 12 juillet 2016 à la Maison de la Mutualité, ainsi qu'à sa cérémonie d'investiture comme président de la République. Il est par ailleurs membre du club d'influence Le Siècle.

## Distinctions
- Young Global Leader au World Economic Forum (depuis 2008)
- Menorah d'or du B'nai Brith, pour avoir « illustré et défendu les valeurs universelles ou individuelles, d'éthique, de morale philosophique et religieuse » (2010)[4].
- Chevalier de l'ordre des Arts et des Lettres (2012)[2].